# كيلي كرولي
كيلي كرولي (بالإنجليزية: Kelly Crowley)‏ هي دراجة أمريكية، ولدت في 1976 في Spruce Hill ‏ في الولايات المتحدة.

## روابط خارجية
- كيلي كرولي على موقع إحصائيات الدراجات الإحترافية (الإنجليزية)
- كيلي كرولي على موقع Paralympic.org (الإنجليزية)
- كيلي كرولي على موقع اللجنة الأولمبية والبارالمبية الأمريكية (الإنجليزية)